# Бошаны
Бошаны или Род де Бошан (англ. de Beauchamp family, от фр. beau champ — «прекрасное поле») — родовое прозвание нескольких знатных англо-нормандских семей, возможно имеющих общее происхождение. Вероятно, что родовое прозвание произошло от названия владений предков Бошанов в Нормандии, однако не существует каких-то доказательств того, что у этих семей был общий предок. В латинских источниках представители Бошанов указывались с родовым прозванием «Белло-кампо» (лат. de Bello Campo (Bello-campo)).
Известно 3 рода, родоначальники которых переселились в Англию после нормандского завоевания: Бошаны из Вустершира, Бошаны из Сомерсета и Бошаны из Бедфордшира. Наиболее выдающегося положения достигли Бошаны из Вустершира, представители этого рода носили титул графа Уорика. Род Бошанов из Бедфордшира рано угас, а наследниками рода Бошанов из Сомерсета, носивших титул барона Бошана, стал влиятельный род Сеймуров.

## Бошаны из Бедфордшира
Представители этого рода были джентри, владевшими небольшой феодальной баронией, которая могла выставить 45 рыцарей. Владения этого рода преимущественно располагались в Бедфордшире, однако также они владели некоторыми поместьями в Бакингемшире, Хартфордшире, Кембриджшире, Эссексе и Хантингдоншире.
Первым известным представителем рода был Гуго де Бошан (ум. ок. 1118), который, вероятно, перебрался в Англию из Нормандии. Согласно «Книге Страшного суда» он был в 1086 году крупным землевладельцем в Бедфордшире, владея там 43 поместьями, а также у него были поместья в Бакингемшире и Хартфордшире. Владения он приобрёл посредством брака с Матильдой, которая, вероятно, была дочерью и наследницей Ральфа де Тельебуа, шерифа Бакингемшира. Вероятно по этим владениям Гуго де Бошан был первым феодальным бароном Бедфорда. Также он во время правления Вильгельма I Завоевателя и Вильгельма II Рыжего был шерифом либо Бедфордшира, либо Бакингемшира.
Об истории рода в XII веке известно не очень много. У Гуго известно 2 сына. Из них старший, Симон I де Бошан (ум. 1136/1137), был наследником баронии. Он оставил единственную дочь, которая вышла замуж за Гуго де Бомона, который и унаследовал баронию и Бедфордский замок, а также получил от короля Стефана Блуаского титул графа Бедфорда. Это вызвало недовольство сыновей Роберта, младшего брата Симона, посчитавших, что король лишил их законного наследства. Старший из них, Миль, во время гражданской войны в 1141 году захватил замок Бедфорд, но позже был вынужден оставить его. Только во время правления Генриха II Плантагенета барония и замок Бедфорд были возвращены Бошанам.
Миль детей не оставил, его наследником стал младший брат Пейн (ум. ок. 1155) был женат на Роуз (Рохезе) де Вер, дочери Обри II де Вера, вдове могущественного Жоффруа де Мандевиля, 1-го графа Эссекса. Этот брак привёл к союзу между родами Бошанов и Мандевилей. Сын Пейна и Роуз, Симон II де Бошан (ум. 1207), был шерифом Бакингемшира и Бедфордшира в 1194—1197 года. В 1189/1190 году он был вынужден заплатить 100 фунтов за признание за ним права быть кастеляном Бедфордского замка. Его сын и наследник, Уильям I де Бошан (ум. 1260), также был шерифом Бакингемшира и Бедфордшира. Во время первой баронской войны он был в числе восставших. В проигранной мятежниками битве при Линкольне он попал в плен, но позже был прощён. Он был женат дважды. Единственный сын от первого брака с Гуннорой де Ланвале умер бездетным раньше отца. Второй женой Уильяма была Ида, дочь Уильяма Лонгспе, 3-го графа Солсбери, незаконнорождённого сына короля Генриха II. От этого брака родилось несколько сыновей и дочерей. Старший из сыновей от этого брака, Симон III, умер раньше отца, поэтому баронией последовательно управляли следующие по старшинству сыновья — Уильям (ум. 1262) и Джон (ум. 1265). Джон был сторонником Симона де Монфора погиб, сражаясь за него в битве при Ившеме. Поскольку у Уильяма и Джона детей не было, наследницей стала их племянница, Джоан, дочь Симона III, однако она вскоре умерла. Владения Бошанов были разделены между тремя дочерьми Уильяма I и их наследниками.
Возможно, что к этому роду принадлежали Бошаны, которые владели поместьем Итон Скотон в Бедфордшире. Их родоначальником был Оливье де Бошан (ум. до 1157), который мог быть младшим братом Миля и Пейна де Бошан. Представители данной ветви жили в XII—XIII веке в Бедфордшире.

## Бошаны из Вустершира

Медведь и посох с зазубринами — геральдическая эмблема графов Уорик

Первыми известными представителями этого рода были двое братьев, Уолтер I де Бошан из Элмли и Уильям Певерил I де Бошан, жившие в 1-й половине XII века. С точки зрения хронологии они могли быть сыновьями Гуго де Бошана из Бедфордшира, однако неизвестно, был ли Гуго единственным представителем рода Бошанов, который перебрался в Англию. Возможно что они были связаны родством с семьёй Певерилов, однако степень его не установлена.
Уильям Певерил I (ум. 1151/1157) имел единственного сына, Уильяма Певерила II (ум. после 1166), неизвестно, были ли у него дети. Потомство оставил Уолтер I (ум. 1130/1133). Его имя упоминается в ряде уставов короля Генриха I Боклерка. Он смог получить земли в Вустершире, включая замок Элмли, ставший главной резиденцией рода, и феодальную баронию Сальварп, которые ранее принадлежали Урса д’Абето, шерифа Вустера, на дочери которого был женат Уолтер. Также с родством с Урсом связано изображение медведя на геральдической эмблеме графов Уорик, обыгрывающее связь имени Урс с латинским именованием медведя — урсус (лат. ursus). Также Уолтер в получил должность шерифа Вустера, которую ранее занимал Урс, ставшую наследственной.

Герб графов Уорик из рода Бошанов

Наследником Уолтера стал его старший сын Уильям I де Бошан из Элмли (ум. 1170). Императрица Матильда в одной из хартий подтвердила наследственное право Уильяма на должность шерифа Вустершира. Он женился на Берте де Браоз, которая в «Domesday Descendants» названа дочерью Уильяма де Браоза, 4-й барон Брамбер, однако, с точки зрения хронологии, она скорее могла быть его сестрой, дочерью Уильяма де Браоза, 3-го барона Брамбера. От этого брака родилось несколько сыновей, наследником отца стал старший, Уильям II (ум. 1197), о котором известно мало.
Уильям, умерший в 1197 году, оставил двух несовершеннолетних сыновей, опекуном стал Роберт де Бошан, брат их отца. Старший из сыновей, Уильям (III), умер в 1210/1211 году, не оставив детей, ему наследовал следующий брат, Уолтер II (ум. 14 апреля 1236), его опекуном стал Роджер де Мортимер, барон Вигмор, женившего подопечного на своей дочери, Изабелле. Во время первой баронской войны он в мае 1216 году встал на сторону мятежников, но уже в августе присягнул на верность королю Иоанну Безземельному. Уолтер был одним из свидетелей при подписании Великой хартии вольностей в 1216 году, в 1217 году ему были возвращены родовые владения, конфискованные ранее, а также должность кастеляна Вустерского замка. Кроме того, он был назначен хранителем лесов Вустершира, а в 1227 году стал юстициарием в Глостершире. Он умер в 1236 году, оставив от двух браков несколько сыновей.
Наследником Уолтера стал его старший сын от первого брака, Уильям III (IV) (ум. 1269), который женился на Изабелле, сестре Уильяма де Модита, 8-го графа Уорика. Благодаря этому старший сын от этого брака, Уильям IV (V) (ум. 1298) после смерти дяди в 1268 году ещё при жизни отца унаследовал титул графа Уорика, должность камергера казначейства, а также родовые владения Модитов и уорикских Бомонов. Это наследство открыло для Уильяма широкие перспективы, он стал одним из крупных магнатов королевства, принимая активное участие в завоевании Уэльса Эдуардом I, а также в походах в Шотландию.
Уильям умер в 1298 году. От брака с Матильдой Фиц-Джон он оставил нескольких сыновей (двое младших умерли раньше отца), а также нескольких дочерей. Наследником стал его старший сын Ги де Бошан, 10-й граф Уорик (ок. 1272—1315). Как и отец, он принимал активное участие в шотландских кампаниях Эдуарда I, получив от короля там богатые владения. Однако во время правления Эдуарда II он стал одним из лидеров баронской оппозиции, недовольный возвышением королевского фаворита, Пирса Гавестона. В 1312 году он казнил захваченного в плен Гавестона, что обострило его отношения с королём. Хотя в 1313 году он был с другими оппозиционерами помилован, но Ги отказался участвоват в шотландском походе 1314 года, закончившимся разгромом англичан при Бэннокбёрне. Он умер 12 августа 1315 года.
Ги был женат на богатой наследнице Элис де Тосни, которая была дочерью Рауля VII де Тосни, барона Фламстеда. От этого брака родилось 2 сына и 2 дочери. Наследником стал старший сын, Томас де Бошан, 11-й граф Уорик (14 февраля 1314 — 13 ноября 1369). В момент смерти отца он был ещё младенцем, опекуном король сначала назначил своего приближённому Хью ле Диспенсеру Старшему, однако вскоре опека была передана Роджеру Мортимеру из Вигмара, на дочери которого Томас позже женился. После того как королём стал Эдуард III, Томас принимал активное участие в его военных кампаниях в Шотландии, а потом и во Франции, где началась Столетняя война, проявив себя храбрым воином. Он был одним из рыцарей-основателей ордена Подвязки, а также маршалом Англии. Он умер от чумы в Кале 13 ноября 1369 года. Джон Бошан (ум. 2 декабря 1360), младший брат Томаса, также как и его старший брат был одним из рыцарей-основателей ордена Подвязки, а в 1350 году был призван в парламент как барон Бошан из Уорика. Однако детей он не оставил.
От брака с Кэтрин Мортимер у Томаса де Бошана родилось много детей. Эдуард III подарил ему богатые владения, в первую очередь в Уорикшире, чтобы обеспечить младших сыновей Томаса, однако трое из пяти сыновей, включая старшего, Ги, умерли раньше отца. Ги оставил только дочерей, которым пришлось стать монахинями, чтобы они не могли претендовать на наследство деда. Основным наследником стал второй сын, Томас де Бошан, 12-й граф Уорик.
Как и отец, Томас принимал участие в Столетней войне, но особого успеха там не добился. Позже он оказался в оппозиции королю Ричарду II, став одним из лордов-апеллянтов, фактически захвативших власть в Англии в 1388—1397 годах, существенно ограничив власть короля. Но в 1397 году король смог избавиться от опеки, расправившись с апеллянтами. Граф Уорик был схвачен и приговорён к смерти, хотя король согласился заменить казнь на пожизненную ссылку на остров Мэн. После свержения Ричарда II Генрихом IV Болинброком в 1399 году был восстановлен в правах, но вскоре умер. Он был женат на Маргарет Феррерс (ум. 27 января 1407), дочери Уильяма Феррерса, 3-го барона Феррерса из Гроуби, от этого брака родилось 2 дочери и наследовавший отцу сын, Ричард де Бошан, 13-й граф Уорик.
Ричард преданно служил сначала Генриху IV, а потом его наследнику, Генриху V. После возобновления Столетней войны он участвовал в королевском походе во Францию, где получил графство Омаль. После смерти Генриха V Ричард вернулся в Англию, где стал наставником малолетнего короля Генриха VI и до 1437 года он занимал ведущие позиции в управлении Англией. В 1437 году он отправился в Нормандию, где и умер в 1439 году. Ричард был дважды женат. Его первая жена Элизабет (ок. 1386 — 28 декабря 1422) была дочерью и наследницей Томаса де Беркли, 5-го барона Беркли. Спор из-за наследства жены с её двоюродным братом Джеймсом Беркли вызвал долгое судебное разбирательство. Только после смерти Элизабет стороны смогли договориться, и в 1425 году Джеймс Беркли смог получить большую часть владений и замок Беркли. От первого брака у Ричарда родилось 3 дочери. После смерти отца они возобновили претензии на Беркли, спор продолжался до 1470 года.
После смерти первой жены Ричард женился вторично — на Изабелле ле Диспенсер (26 июля 1400—1439), дочери Томаса ле Диспенсера, графа Глостера, вдове своего двоюродного брата Ричарда Бошана, 1-го графа Вустера. От этого брака родилось двое детей — сын Генри де Бошан (21 марта 1425 — 11 июня 1446), наследовавший отцу, и дочь Анна (13 июля 1426 — 20 сентября 1492). Генри, который воспитывался вместе с Генрихом VI, пользовался его благосклонностью, получив в 1445 году титул герцога Уорика. При этом во время малолетства Генри влияние его в Уорикшире было ослаблено, а его возвышение вызывало недовольство оттеснённого им герцога Бекингема. Генри неожиданно умер в 1446 году. Ещё при жизни отца его женили на Сесилии Невилл, дочери Ричарда Невилла, 5-го графа Солсбери. От этого брака родилась единственная дочь Анна (14 февраля 1444 — 3 июня 1449), которой на момент смперти отца было 2 года. Однако она умерла в 1449 году в возрасте 5 лет, в результате наследницей богатых владений и титулов Бошанов стала Анна, младшая сестра Генри, и её муж, Ричард Невилл, вошедший в историю под прозвищем «делатель королей»

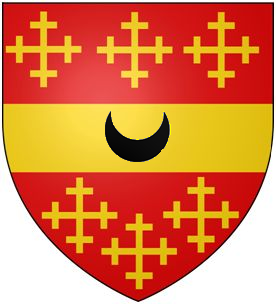
Герб Ричада Бошана, графа Вустера

Младшая ветвь рода пошла от Уильяма де Бошана (ок. 1343 — 8 января 1411), четвёртого сына Томаса де Бошана, 11-го графа Уорика. Хотя изначально он был избран для церковной карьеры, ранняя смерть его двух старших братьев привела к тому, что Уильям переориентировался на мирскую карьеру. В молодые годы он участвовал в различных военных кампаниях за пределами Англии. Во время правления Ричарда II Уильям был членом королевского двора. Позже ему удалось унаследовать большую часть владений Гастингсов и получить титул барон Бергавенни (Абергавенни), что с учётом родовых владений сделало его крупным землевладельцем и бароном. После свержения Ричарда II Уильям сохранил своё положение и при новом короле, Генрихе IV. Он был женат на Джоан Фицалан (1375 — 14 ноября 1435), дочери Ричарда Фицалана, 11-го графа Арундела, от этого брака родились сын, Ричард Бошан (ок. 1397 — 18 марта 1422), ставший наследником отца, и 2 дочери.
Ричард, наследовавший отцу в 1411 году, принимал участие во французской кампании Генриха V. В 1421 году он получил титул графа Вустера, но уже в 1422 году был смертельно ранен. Его вдова, Изабелла ле Диспенсер, после смерти мужа вышла замуж за его двоюродного брата, графа Уорика, а единственная дочь Элизабет (16 сентября 1415 — 18 июня 1448), унаследовавшая его владения и титул баронессы Бергавенни, выдали замуж за Эдуарда Невилла, одного из сыновей Ральфа Невилла, 1-го графа Уэстморленда.
Существовало ещё несколько младших ветвей рода. У Уильяма де Бошана, 9-го графа Уорика, было несколько младших братьев. Один из них, Уолтер Бошан из Поуика (Вустершир) и Альчестера (Уорикшир), от брака с Элис де Тосни, дочери Рауля VI де Тосни, оставил двух сыновей. От старшего, Жиля де Бошана (ум. 1361), пошла ветвь Бошанов из Поуика, младший же, Роджер (ок. 1315 — 3 января 1380), стал родоначальником ветви Бошанов из Блетсо.

## Бошаны из Блетсо

Герб Бошанов из Блетсо и Поуика

Родоначальником этой ветви был Роджер (ок. 1315 — 3 января 1380), младший сын Уолтера Бошана из Поуика и Альчестера и Элис де Тосни. Он находился на службе у Эдуарда III и его жены, Филиппы де Эно. Благодаря браку с Сибиллой де Паттерсхалл, дочерью сэра Джона Паттерсхалла из Блетсо, он унаследовал ряд владений Грандисонов, включая поместье Блетсо в Бэдфордшире, благодаря чему стал одним из богатейших землевладельцев в Бедфордшире. В 1363 году он был вызван в английский парламент как 1-й барон Бошан из Блетсо, а в 1376—1377 годах был лордом-камергером королевского двора. Он умер в 1380 году, оставив двух сыновей и дочь. Старший из них, Роджер, умер раньше отца, поэтому наследником владения и титула стал его сын Роджер, 2-й барон Бошан из Блетсо (14 сентября 1362 — 13 мая 1406). В момент смерти деда он был несовершеннолетним, что привело к спорам по поводу его наследства. После того как в 1393 году умерла Маргарет Грандисон, он получил часть её владений. После того как королём стал Генрих IV, политический вес Роджера вырос, поскольку он, вероятно, был соратником нового короля ещё в бытность того лордом-апеллянтом. Он был вызван Генрихом в парламент, а также в 1401 году получил должность шерифа Бедфордшира и Бакингемшира. Он умер в 1406 году, оставив от брака с Джоан Клоптон как минимум одного сына, Джона, 3-го барона Бошана из Блетсо (ум. ок. 1412), который в парламент не вызывался. Он был женат дважды: на Маргарет, дочери сэра Джона Холланда, и на Эдит (ум. 13 июня 1441), дочери сэра Джона Стауртона. Его единственный сын Джон умер в 1421 году. Наследницей владений была его сестра Маргарет Бошан из Блетсо (ок. 1410 — до 3 июня 1482), которая была замужем трижды. Одной из её дочерей от второго брака с Джоном Бофортом, 1-м герцогом Сомерсетом была Маргарет Бофорт, мать короля Генриха VII.

## Бошаны из Поуика
Родоначальником этой ветви был Жиль Бошан из Поуика (умер в 1361), старший сын Уолтер Бошан из Поуика и Альчестера и Элис де Тосни. От брака с Кэтрин, дочери сэра Джона де Береса, у него был сын Джон Бошан из Поуика (умер в 1378/1401), оставивший от брака с Элизабет сына Уильяма Бошана из Поуика (умер до 1431). Уильям от брака с Кэтрин, дочерью Джерарда Асфлета оставил сына Джона Бошана из Поуика (умер 1/15 апреля 1475). Будучи близким родственником графов Уориков, он после возобновления Столетней войны участвовал в походе во Францию. После смерти в 1439 году Ричарда Бошана, 13-го графа Уорика, его влияние выросло, он стал одним из хранителем владений сына Ричарда — Генри де Бошана, 14-го графа Уорика. Когда после смерти отца он унаследовал его владения, в том числе Альчестер в Уорикшире, он стал одним из самых влиятельных землевладельцев в западном Мидленде. В 1445 году он стал рыцарем ордена Подвязски. Когда в 1446 умер граф Уорик, Джон попытался претендовать на этот титул, за отказ от прав ему удалось выторговать солидную выгоду для себя. Он получил назначение в ряд офисов, включая должность констебля Глостерского замка и юстициария Южного Уэльса, а также в 1447 году был вызван в английский парламент как 1-й барон Бошан из Поуиса. В 1450—1452 году он занимал пост лорда-казначея Англии. Хотя во время начавшейся войне Алой и Белой розы был сторонником Ланкастеров, после вступления на престол Эдуарда IV он получил помилование. Он умер в 1475 году. От брака с Маргарет Феррерс, которая, возможно, была дочерью Эдмунда Феррерса, 6-го барона Феррерса из Чартли, у него был сын Ричард Бошан, 2-й барон Бошан из Поуика (около 1435 — 19 января 1503). Он был сторонником Йорков, участвовал в битве при Тьюксбери. Он был женат на Элизабет, дочери Хамфри Стаффорда из Графтона. Единственный сын от этого брака умер молодым, поэтому после его смерти титул перешёл в состояние ожидания, а его владения были разделены между тремя дочерями.
Потомком одной из дочерей Ричарда был Уильям Лигон (25 июля 1747 — 21 октября 1816), для которого 26 февраля 1806 года был воссоздан титул барона Бошана из Поуика, а 1 декабря 1815 года для него был создан титул графа Бошана.

## Бошаны из Сомерсета

Герб Бошанов из Хатча в Сомерсете

Не установлено, имели ли Бошаны из Сомерсета общего предка с другими родами Бошанов, существовавшими в это время. Центром их владений был Хатч Бошан в Сомерсете, ставший центром одноимённой феодальной баронии. После нормандского завоевания манор Хатч, согласно «Книге Страшного суда» входил в состав владений Роберта Фиц-Иво, арендатора Роберта, графа Мортена, единоутробного брата Вильгельма Завоевателя. После восстания графа Мортена его владения были конфискованы, и Хатч был передан представителю рода Бошанов. О ранней истории этого рода известно мало, сведения о его представителях отрывочны. В 1092 году упоминается Роберт I де Бошан, засвидетельствовавший одну из хартий. Возможно, что он находился на службе у короля Генриха I в 1103—1113 годах. Около 1150 года одну из хартий засвидетельствовал Роберт II де Бошан, он же упоминается в 1158 году в казначейском свитке. Возможно, что он был одним лицом с Робертом де Бошаном, который был в 1176—1181 годах шерифом Сомерсета и Дорсета. В 1185 году свидетелем в хартии был Роберт III де Бошан, который умер в 1195 году.
Роберт III не оставил мужского потомства, у него была единственная дочь, которая вышла замуж за Симона де Вортора (ум. 1199), который происходил из рода феодальных баронов Трематона в Корнуолле. Их сын и наследник, Роберт IV де Вортор (ок. 1191—1251) принял семейное прозвание Бошан. Он был женат на Элис де Моэн, дочери Рейнольда де Моэн из Данстера в Сомерсете, от брака с которой оставил двух сыновей — Роберта V (ум. 1264) и Джона I (ум. 24 октября 1283). Роберт детей не оставил.
Джон женился на Сисели де Вивон (ум. 10 января 1320), которая была одной из четырёх дочерей Уильяма ле Форта (де Вивона), владевшего половиной феодальной баронии Керри Маллет, унаследовав после его смерти четверть владений (и, соответственно, восьмую часть Керри Маллет). 28 июня 1283 года от был призван королём в парламент в Шрусбери, вскоре после этого он умер. У него было 2 сына и 2 дочери, наследником стал старший, Джон (25 июля 1274 — октябрь/декабрь 1336), который 29 октября 1299 года был призван в английский парламент как 1-й барон Бошан из Сомерсета. Он участвовал в войнах с Шотландией. После смерти его матери король Эдуард II в 1321 году подтвердил за Джоном право на наследование её владений, включая Стерминстер Маршал в Дорсете и Биллингхем в Кембриджшире. В 1325 году он был кастеляном Бриджуотерского замка Он умер в 1336 году. От брака с Джоан Чендуит (ум. 9 февраля 1327) он оставил нескольких детей, наследовал ему Бошан, Джон, 2-й барон Бошан из Сомерсета (после 4 октября 1304 — 19 мая 1343). Он неоднократно вызывался в парламент в 1336—1343 годах, после начала Столетней войны воевал во Франции. От брака с Маргарет, которая, вероятно, была дочерью Джона Сент-Джона, 1-го барона Сент-Джона из Басинга. От этого брака родился сын Бошан, Джон, 3-й барон Бошан из Сомерсета (20 января 1330 — 8 октября 1361), и несколько дочерей.
Джон де Бошан, 3-й барон Бошан из Сомерсета, наследовал отцу в 1343 году, будучи несовершеннолетним. Он вызывался в парламент в 1351—1360 годах. Он был женат на Элис Бошан (ум. 26 октября 1383), дочери Томаса де Бошана, 11-го графа Уорика, но брак остался бездетным, поэтому после его смерти баронский титул исчез. Его наследницей стала сестра, Сисели Бошан (ок. 1321 — 7 июня 1394), которая была замужем дважды. Её первым мужем был Роджер де Сен-Мор (Сеймур), благодаря чему наследником богатых владений Бошанов, в состав которых входили маноры Хатч Бошан, Шептон Бошан, Меррифилд и треть манора Шептон Маллет в Сомерсете, маноры Боултбери и Хабертон в Девоне, Дортон в Бакингемшире и Литтл Хау в Саффолке, стал родившийся в этом браке Уильям Сеймур (ум. 25 августа 1391). В будущем для Сеймуров, потомков Уильяма, создавались титулы виконта Бошана и барона Бошана.